# Mean Mr. Mustard
Mean Mr. Mustard는 비틀즈의 노래로 앨범 《Abbey Road》의 B사이드 메들리의 전반 메들리에 등장하는 곡의 하나로 존 레논에 의해 작곡되었으며, 레논/매카트니라는 이름으로 크레딧에 올랐다. 존 레논은 이 곡을 인도에서 작곡했으며 신문기사에 나온 한 구두쇠 이야기에 영감을 받아 작곡했다고 한다.